# ديف مارتن (لاعب كرة قدم)
ديف مارتن (بالإنجليزية: Dave Martin)‏ (3 يونيو 1985 في المملكة المتحدة - ) هو لاعب كرة قدم بريطاني في مركز جناح ‏. لعب مع ديربي كاونتي وستيفيناغ بوروه وكريستال بالاس ونادي بريستول روفيرز ونادي ساوثيند يونايتد ونادي لوتون تاون ونادي ميلوول ونادي والسول ونوتس كاونتي ونادي دارتفورد ونادي وايتهوك وSlade Green F.C. ‏.

## وصلات خارجية
- ديف مارتن على موقع قاعدة بيانات كرة القدم.إي يو (الإنجليزية)
- ديف مارتن على موقع Soccerbase.com (لاعب) (الإنجليزية)
- ديف مارتن على موقع Soccerway.com (الإنجليزية)